# Tempo imaginário

Diagrama ilustrando os eixos do tempo real e do tempo imaginário

Tempo imaginário foi um artifício de cálculo proposto por Minkowski logo após a publicação da Teoria da Relatividade Especial por Einstein, que consistia em considerar o continuum espaço-tempo como um espaço euclidiano de quatro dimensões, em que a quarta dimensão "espacial" seria a coordenada i c t, ou seja, a unidade imaginária multiplicada pela velocidade da luz e o tempo. Este conceito se tornou obsoleto quando foi publicada a Teoria da Relatividade Geral.

## Transformação de Lorentz como rotação
Pelo artifício de Minkowski, as fórmulas da transformação de Lorentz:
{\displaystyle x'={\frac {x}{\sqrt {1-{\frac {v^{2}}{c^{2}}}}}}-{\frac {vt}{\sqrt {1-{\frac {v^{2}}{c^{2}}}}}}\,}
{\displaystyle t'=-{\frac {vx/c^{2}}{\sqrt {1-{\frac {v^{2}}{c^{2}}}}}}+{\frac {t}{\sqrt {1-{\frac {v^{2}}{c^{2}}}}}}\,}
não seriam nada mais do que uma rotação de coordenadas através de um ângulo imaginário:
{\displaystyle x'=\cos(i\theta )\ x+\sin(i\theta )\ ict\,}
{\displaystyle ict'=-\sin(i\theta )\ x+\cos(i\theta )\ ict\,}
em que o "ângulo" {\displaystyle \theta \,} seria o arco hiperbólico cujos cosseno e seno hiperbólicos seriam, respectivamente:
{\displaystyle \cosh \theta ={\frac {1}{\sqrt {1-{\frac {v^{2}}{c^{2}}}}}}\,}
{\displaystyle \sinh \theta ={\frac {v/c}{\sqrt {1-{\frac {v^{2}}{c^{2}}}}}}\,}
e, como pode ser facilmente verificado, temos que:
{\displaystyle \cosh ^{2}\theta -\sinh ^{2}\theta =1\,}
e a substituição de {\displaystyle \theta \,} nas fórmulas da rotação, após aplicar as identidades
{\displaystyle \cos(i\theta )=\cosh \theta \,}
{\displaystyle \sin(i\theta )=i\sinh \theta \,}
recompõe a transformação de Lorentz.

## Relatividade geral
A Relatividade Geral, ao introduzir coordenadas genéricas e uma pseudo-métrica, tornou este artifício desnecessário e obsoleto.

## Tempo Imaginário e a Casca de Noz

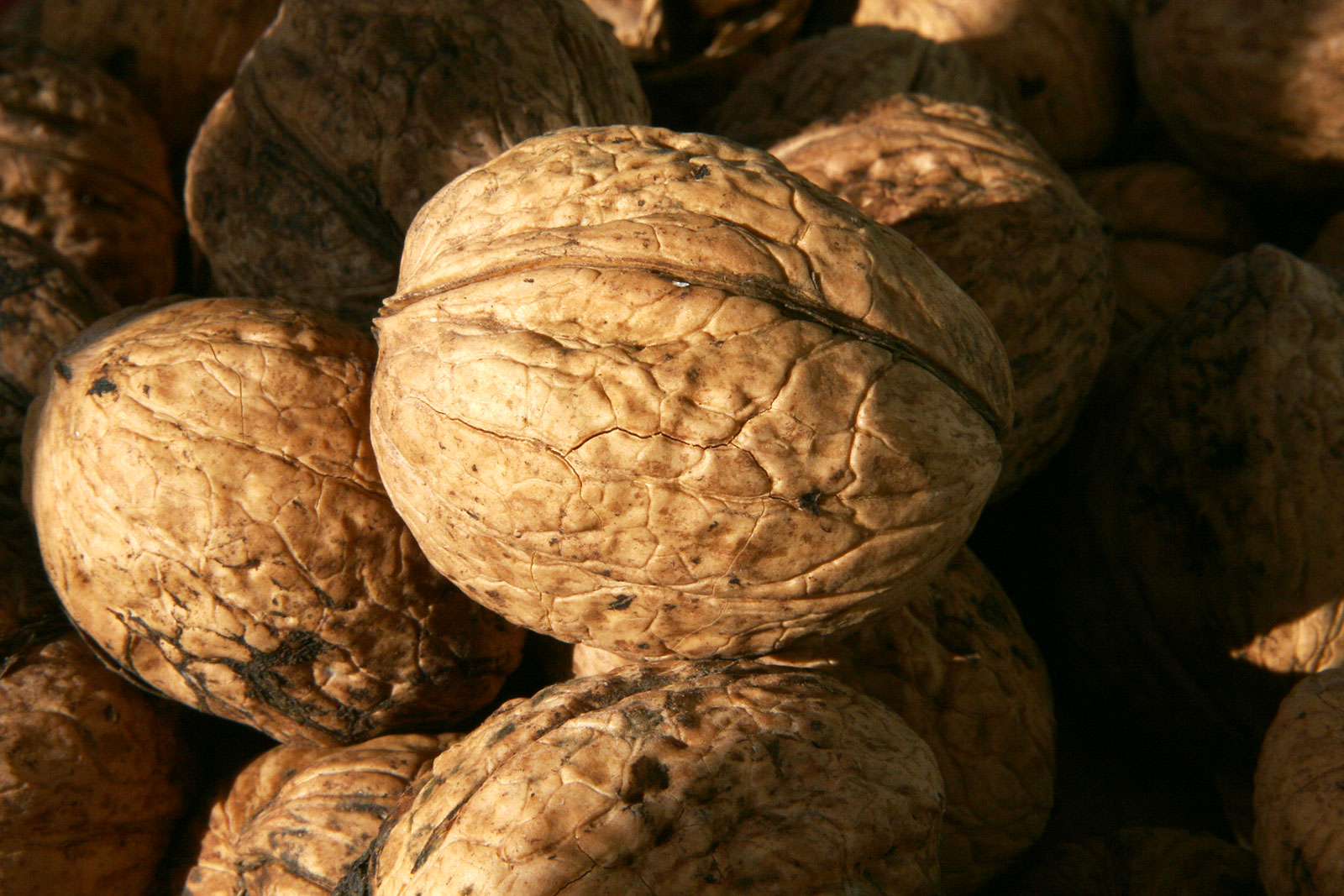
Para Hawking a história de nosso universo, quando mapeada via tempo imaginário, assemelha-se a uma casca de noz.

O tempo imaginário foi explorado por Stephen Hawking em seu livro "O Universo numa Casca de Noz". Segundo discutido, na relatividade o tempo (real) distingue-se das demais coordenadas espaciais pelo fato de o primeiro sempre avançar para um dado observador, ao passo que movimentos no espaço-tempo podem implicar aumentos ou diminuições nas coordenadas espaciais ao longo da história conforme percebida por esse observador. As "viagens no tempo" são por Hawking descartadas via o que denominou "Conjectura da proteção da cronologia", segundo o qual as leis da física conspiram para impedir as viagens de objetos macroscópicos no tempo. 
Por ser ortogonal ao tempo real, o tempo imaginário, ao contrário do primeiro, passa a ter comportamento muito similar ao das coordenadas espaciais, podendo igualmente aumentar e diminuir à medida que se descrevem os eventos no espaço-tempo imaginário. Há uma correspondência direta entre a ocorrência de eventos mapeados em tempo real ou via tempo imaginário: "A história do universo no tempo real determina a sua história no tempo imaginário, e vice-versa, mas os dois tipos de história podem ser bem diferentes. Em especial, o universo não precisa ter um início nem fim no tempo imaginário.".
Nesse cenário, Hawking explora a possibilidade - a qual ele defende - de o universo ser autocontido, ou seja, a possibilidade de o universo ser completamente explicado pelas leis físicas que nele valem sem a necessidade de considerações e dependências teóricas acerca de limites externos ao universo - acerca das condições de contorno - que, em caso de um universo mapeado em tempo real, deveriam ser conhecidas e especificadas a fim de se traçar corretamente a história do universo. Nesse cenário, uma superfície esférica mapeada no espaço-tempo imaginário corresponderia, a exemplo, a um universo com origem e em expansão inflacionária eterna no espaço-tempo real. A história de nosso universo, conforme hoje conhecida e concebida no espaço real, conta com uma expansão inflacionária no início, que em frações de segundo diminui consideravelmente. No tempo imaginário, tal cenário é descrito via uma esfera com ligeiro achatamento no polo, para Hawking no "polo sul". Em verdade o cenário do nosso universo, conforme indicado pelos dados do satélite COBE sobre o mapeamento da radiação cósmica de fundo, implica não uma superfície lisa mas sim uma superfície rugosa, mesmo que minusculamente rugosa. Assim, no tempo imaginário, a história de nosso universo seria em muito semelhante a uma casca de noz, achatada nos polos e com rugosidades ao longo da sua extensão: o universo numa casca de noz. 
De acordo com Joseph Silk, do Department of Physics, Nuclear and Astrophics Laboratory da Oxford University, esta teoria do tempo imaginário, por fazer nenhuma previsão e não ser falsificável, não é uma teoria científica. Seguindo o mesmo princípio, as também por Hawking comentadas teoria das cordas, teoria M e gravitação quântica, bem como outras que visam a explicar a origem do universo, também não são, até o momento, científicas, sobretudo em virtude da ausências de fatos embasando suas principais hipóteses e implicações. De científico sobre o universo e a sua origem tem-se até o momento a sua existência e expansão - o Big Bang - descrita de forma satisfatoriamente corroborada de um certo momento após o suposto "instante zero" em diante. A fim de descrevê-los, contudo relutando em se unirem em uma única teoria cientificamente consistente, têm-se as teorias da relatividade geral e mecânica quântica, cada qual atuando em seu escopo específico.